# 1599 год
1599 (ты́сяча пятьсо́т девяно́сто девя́тый) год  по григорианскому календарю — невисокосный год, начинающийся в пятницу. Это 1599 год нашей эры, 9‑й год 10‑го десятилетия XVI века 2‑го тысячелетия, 10‑й год 1590‑х годов. Он закончился 426 лет назад.
| Пн | Вт | Ср | Чт | Пт | Сб | Вс |
|    |    |    |    | 1  | 2  | 3  |
| 4  | 5  | 6  | 7  | 8  | 9  | 10 |
| 11 | 12 | 13 | 14 | 15 | 16 | 17 |
| 18 | 19 | 20 | 21 | 22 | 23 | 24 |
| 25 | 26 | 27 | 28 | 29 | 30 | 31 |

| Пн | Вт | Ср | Чт | Пт | Сб | Вс |
| 1  | 2  | 3  | 4  | 5  | 6  | 7  |
| 8  | 9  | 10 | 11 | 12 | 13 | 14 |
| 15 | 16 | 17 | 18 | 19 | 20 | 21 |
| 22 | 23 | 24 | 25 | 26 | 27 | 28 |

| Пн | Вт | Ср | Чт | Пт | Сб | Вс |
| 1  | 2  | 3  | 4  | 5  | 6  | 7  |
| 8  | 9  | 10 | 11 | 12 | 13 | 14 |
| 15 | 16 | 17 | 18 | 19 | 20 | 21 |
| 22 | 23 | 24 | 25 | 26 | 27 | 28 |
| 29 | 30 | 31 |    |    |    |    |

| Пн | Вт | Ср | Чт | Пт | Сб | Вс |
|    |    |    | 1  | 2  | 3  | 4  |
| 5  | 6  | 7  | 8  | 9  | 10 | 11 |
| 12 | 13 | 14 | 15 | 16 | 17 | 18 |
| 19 | 20 | 21 | 22 | 23 | 24 | 25 |
| 26 | 27 | 28 | 29 | 30 |    |    |

| Пн | Вт | Ср | Чт | Пт | Сб | Вс |
|    |    |    |    |    | 1  | 2  |
| 3  | 4  | 5  | 6  | 7  | 8  | 9  |
| 10 | 11 | 12 | 13 | 14 | 15 | 16 |
| 17 | 18 | 19 | 20 | 21 | 22 | 23 |
| 24 | 25 | 26 | 27 | 28 | 29 | 30 |
| 31 |    |    |    |    |    |    |

| Пн | Вт | Ср | Чт | Пт | Сб | Вс |
|    | 1  | 2  | 3  | 4  | 5  | 6  |
| 7  | 8  | 9  | 10 | 11 | 12 | 13 |
| 14 | 15 | 16 | 17 | 18 | 19 | 20 |
| 21 | 22 | 23 | 24 | 25 | 26 | 27 |
| 28 | 29 | 30 |    |    |    |    |

| Пн | Вт | Ср | Чт | Пт | Сб | Вс |
|    |    |    | 1  | 2  | 3  | 4  |
| 5  | 6  | 7  | 8  | 9  | 10 | 11 |
| 12 | 13 | 14 | 15 | 16 | 17 | 18 |
| 19 | 20 | 21 | 22 | 23 | 24 | 25 |
| 26 | 27 | 28 | 29 | 30 | 31 |    |

| Пн | Вт | Ср | Чт | Пт | Сб | Вс |
|    |    |    |    |    |    | 1  |
| 2  | 3  | 4  | 5  | 6  | 7  | 8  |
| 9  | 10 | 11 | 12 | 13 | 14 | 15 |
| 16 | 17 | 18 | 19 | 20 | 21 | 22 |
| 23 | 24 | 25 | 26 | 27 | 28 | 29 |
| 30 | 31 |    |    |    |    |    |

| Пн | Вт | Ср | Чт | Пт | Сб | Вс |
|    |    | 1  | 2  | 3  | 4  | 5  |
| 6  | 7  | 8  | 9  | 10 | 11 | 12 |
| 13 | 14 | 15 | 16 | 17 | 18 | 19 |
| 20 | 21 | 22 | 23 | 24 | 25 | 26 |
| 27 | 28 | 29 | 30 |    |    |    |

| Пн | Вт | Ср | Чт | Пт | Сб | Вс |
|    |    |    |    | 1  | 2  | 3  |
| 4  | 5  | 6  | 7  | 8  | 9  | 10 |
| 11 | 12 | 13 | 14 | 15 | 16 | 17 |
| 18 | 19 | 20 | 21 | 22 | 23 | 24 |
| 25 | 26 | 27 | 28 | 29 | 30 | 31 |

| Пн | Вт | Ср | Чт | Пт | Сб | Вс |
| 1  | 2  | 3  | 4  | 5  | 6  | 7  |
| 8  | 9  | 10 | 11 | 12 | 13 | 14 |
| 15 | 16 | 17 | 18 | 19 | 20 | 21 |
| 22 | 23 | 24 | 25 | 26 | 27 | 28 |
| 29 | 30 |    |    |    |    |    |

| Пн | Вт | Ср | Чт | Пт | Сб | Вс |
|    |    | 1  | 2  | 3  | 4  | 5  |
| 6  | 7  | 8  | 9  | 10 | 11 | 12 |
| 13 | 14 | 15 | 16 | 17 | 18 | 19 |
| 20 | 21 | 22 | 23 | 24 | 25 | 26 |
| 27 | 28 | 29 | 30 | 31 |    |    |

## События
- 1507—1622 — Португало-персидская война. Ряд вооружённых конфликтов между колониалистской Португалией и вассальным Ормузом, с одной стороны, и Сефевидской империей, поддерживаемой англичанами, с другой[1].
- 1511—1641 — Малайско-португальская война. Вооружённый конфликт XVI-XVII веков, в котором Малаккский султанат при поддержке империи Мин, Голландской Ост-Индской компании (с 1607) и Джохора безуспешно сопротивлялся Португальской империи, стремившейся захватить Малакку и установить контроль над торговлей между Индией и Китаем[2].
- 1566—1609 — первый этап Нидерландской буржуазной революции (Восьмидесятилетняя война). Религиозно-идеологическая, политическая и социально-экономическая борьба Семнадцати провинций за независимость от испанского владычества[3].
- 1585—1604 — Англо-испанская война[4].
  - 1593—1603 — Девятилетняя война. Вооружённый конфликт между вождями ирландских кланов и английскими оккупационными войсками в Ирландии[5].
- 1593—1604 — Долгая война (Тринадцатилетняя война в Венгрии)[6].
  - 18 октября — битва при Шелимбэре[7].
- 1595—1603 — Восстание Кара-Языджи и Дели-Хасана. Крестьянское антифеодальное восстание в Османской империи[8].
- 1598—1601 — завоевание шахом Аббасом I Южного Туркменистана. Аббас I ликвидировал местные феодальные княжества и назначил в Мерв и Нису наместников.
- 1598—1599 — закончилась Война против Сигизмунда. Война за шведский престол между Сигизмундом III Ваза и герцогом Карлом Сёдерманландским[9].
  - 3 августа — в результате широкого антикатолического движения Сигизмунд III низложен риксдагом со шведского престола[10].
  - 25 сентября — Сигизмунд III, высадившийся в 1598 году для установления своей реальной власти в Швеции, потерпел поражение в Битве у Стонгебру[9].
  - 26—30 сентября — казнь представителей аристократии сторонников Сигизмунда III в Выборге, вошедшей в историю как Выборгская кровавая баня[10].
  - Конец года — герцог Карл с лёгкостью захватил ослабленную крестьянскими восстаниями Финляндию[9].
- 1598—1599 — закончилось антитурецкое восстание в Картли. Освобождение от турок крепости Гори.
- 1599—1601 — Молдавская война магнатов, когда магнаты из Речи Посполитой вмешивались в дела Молдавии, соперничая с Габсбургами и Османской империей за господство над княжеством (известны как Могиляды)[11].
- 20—29 июня — Диамперский собор. Собор духовенства и мирян Малабарской церкви, проходивший в деревне Диампер[англ.] на котором была заключена уния с Римско-католической церковью[12].
- Михай без особого труда подчинил Трансильванию.
- Начало крестьянского восстания в центральных и восточных областях Анатолии. Мелкий феодал Кара Язынджи собрал армию из 20—30 тыс. человек земледельцев и скотоводов.
- Убийство сына и преемника Абдуллы феодалами. Бухарским престолом завладели Аштарханиды, потомки астраханских ханов.
- Нурхаци ввёл новую письменность (маньчжурскую), заменившую чжурчженьскую и монгольскую.
- Начало волнений в провинции Хугуан против сановника Чэнь Фына.

### Казахское ханство
- Казахский хан Есим переносит столицу ханства из Сыгнака в Туркестан.
- 1599—1611 — Есим,начал борьбу с бухарскими ханами Баки-Мухаммедом за право владения сырдарьинскими городами, в т.ч. Ташкентом (захватил в 1611 и 1613 годах)[13].
- Битва у Баг-и Шамаля. Решающее сражение в Бухарском ханстве между Шибанидами Мавераннахра с одной стороны и Аштарханидов, в ходе которой Аштарханиды во главе Баки Мухаммада одержали решительную победу над последнем правителем из династии Шибанидов Мавераннахра — Пирмухаммад-ханом II. Захвачена столица государства —Бухара и второй по значимости город Мавераннахра — Самарканд[14].

## Русское государство
Царствование: 1598—1605 — Борис Фёдорович Годунов
- 1598—1613 — Смутное время[15].
- Неудачная попытка Бориса Годунова устроить династический брак Ксении Борисовны с Густавом Шведским, сыном свергнутого шведского короля Эрика XIV[16].
- Неудачная попытка Бориса Годунова устроить династический брак с эрцгерцогом Максимилианом III Австрийским, братом императора Священной Римской империи Рудольфа II[16].
- Борис Годунов с сыном Фёдором Борисовичем совершили паломническую богомольную поездку[17].
- Пожалованы боярством: Ростовский-Катырев Михаил Петрович, Юрьев Александр Никитич, Черкасский Василий Кандарукович, Трубецкой Андрей Васильевич, Ноготков Фёдор Андреевич (ум. 1603)[18].
- Конец года (по М.М. Щербатову) — Дмитрий Иванович Шуйский женился на Екатерине Григорьевне (ум. 1612), младшей дочери Григория Лукьяновича Скуратова-Бельского[19].
- Обнаружена невместная грамота, самовольно выданная Щелкаловым Василием Яковлевичем "не по делу" князю Ивану Долгорукому на Плещеева Ивана Дмитриевича в 1585 году. Дело дошло до царя, который повелел расследовать злоупотребление, но закончилось всё без обвинения[20].
- Из подчинения Щелкалова В.Я. были выведены все территории, ранее входившие в его "четь"[21].
- 1599—1600 — вновь (первый раз в 1595 году) русское посольство в Священную Римскую империю к Рудольфу II. Задача посольства заключить союз против Речи Посполитой, не была достигнута вследствие наметившего сближения Рудольфа II и Сигизмунда III[22].
- Царь организовал зрелищную церемонию въезда в Москву пленной семьи царя сибирского Кучума[23].
- Местничество: 
  - Измайлов Артемий Васильевич и Полев Иван Осипович (1599-1600)[24].
  - Долгоруков Григорий Иванович Чёрт и Гвоздев Михаил Фёдорович Шугрея[24].

### Города и поселения
- 1599—1600 — по указу царя заложена крепость Царёв-Борисов. Строительством руководил Бельский Богдан Яковлевич[25][26].
- 1599—1600 — по царскому указу началось возведение крепости в Валуйках[27].
- Село Слободское с этого годам упоминается как город[28].
  - В этом же году учреждён мужской Богоявленский (Крестовоздвиженский) монастырь[28].

### Акты и грамоты
- Запись о верстании Каширских новиков поместными и денежными окладами и о выдаче дворянам и детям боярским денежного жалования[29].

### Руководители приказов
| Года      | Приказ             | Ф,И,О главы                | Примечания |
| --------- | ------------------ | -------------------------- | ---------- |
| 1594-1601 | Посольский приказ  | Щелкалов Василий Яковлевич |            |
| 1596-1603 | Казанского дворца  | Власьев Афанасий Иванович  |            |
| 1598-1605 | Конюшенный приказ  | Годунов Дмитрий Иванович   | Боярин     |
| 1598-1605 | Большого дворца    | Годунов Степан Васильевич  | Боярин     |
| 1598-1605 | Аптекарский приказ | Годунов Семён Никитич      | Окольничий |

#### Воеводы[32]
| Года      | Город   | Ф,И,О воеводы              | Примечания |
| --------- | ------- | -------------------------- | ---------- |
| 1599-1600 | Берёзов | Волынский Иван Григорьевич |            |
|           |         |                            |            |
|           |         |                            |            |

## Начало правления
См.также: Список глав государств в 1599 году
- 1599 — князь Трансильвании Андрей Баторий.
- 1599—1753 — династия Аштарханидов в Бухарском ханстве.

## Родились

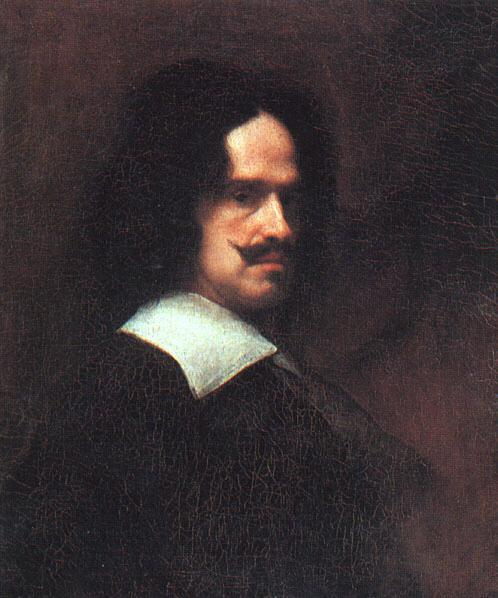
Диего Родригес Веласкес

См. также: Категория:Родившиеся в 1599 году
- 25 апреля — Оливер Кромвель, вождь Английской революции, лорд-протектор Англии в 1653 — 1658 годах (ум.1658).
- Айдабол би Кулболдыулы — казахский бий и оратор из рода Суйиндык племени Среднего жуза Аргын, родоначальник одноимённого рода.
- Александр VII — папа римский с 7 апреля 1655 по 22 мая 1667.
- Роберт Блейк — знаменитый английский адмирал, деятель Английской революции, сподвижник Оливера Кромвеля. Депутат парламента в 1640 и 1645 годах. Во время гражданских войн 1642—1646 и 1648 командовал отдельными кавалерийскими отрядами, действовавшими против роялистов.
- Франческо Борромини — великий итальянский архитектор, наиболее радикальный представитель раннего барокко.
- Антонис Ван Дейк — южнонидерландский (фламандский) живописец и график, мастер придворного портрета и религиозных сюжетов в стиле барокко.
- Диего Родригес Веласкес — испанский художник.
- Мария Элеонора Бранденбургская — принцесса Бранденбургская, в замужестве королева Швеции.
- Андреа Сакки — итальянский художник.
- Христиан Брауншвейгский — принц Брауншвейг-Вольфенбюттель, епископ Хальберштадтский, немецкий протестантский военачальник времён Тридцатилетней войны.
- Стефан Чарнецкий — польский военный деятель, Польный гетман коронный Речи Посполитой.

## Скончались

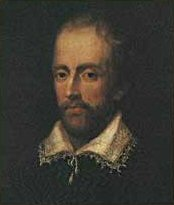
Эдмунд Спенсер

См. также: Категория:Умершие в 1599 году
- Лука Маренцио — итальянский композитор, автор мадригалов.
- Эдмунд Спенсер — английский поэт, современник Шекспира.
- Корнелис де Хаутман — голландский мореплаватель и первооткрыватель, проложивший новый морской путь из Европы к островам нынешней Индонезии и наладивший ввоз пряностей из Юго-Восточной Азии в Нидерланды, руководитель 1-й голландской торговой экспедиции в Индонезию (1595—1597).
- Ченчи, Беатриче — жительница Рима, казнённая по обвинению в убийстве собственного отца, предположительно жестокого и распутного человека. Часто используемый образ в литературе и искусстве.
- Тёсокабэ Мототика — даймё периода Сэнгоку, расширил свою власть на весь Сикоку, уступив, в последующем, остров силам Тоётоми Хидэёси.
- Габриэль д’Эстре — герцогиня де Бофор и де Вернейль, маркиза де Монсо — дочь начальника артиллерии Антуана д’Эстре, одна из фавориток французского короля Генриха IV Великого.
- Румольд Меркатор — фламандский картограф.